# Alžběta Lucemburská
Alžběta Lucemburská (28. února nebo 7. října 1409 – 19. prosince 1442, Győr) byla česká, uherská a římská královna, dcera Zikmunda Lucemburského a jeho druhé choti Barbory Celjské. Byla manželkou Albrechta II. Habsburského.

## Život

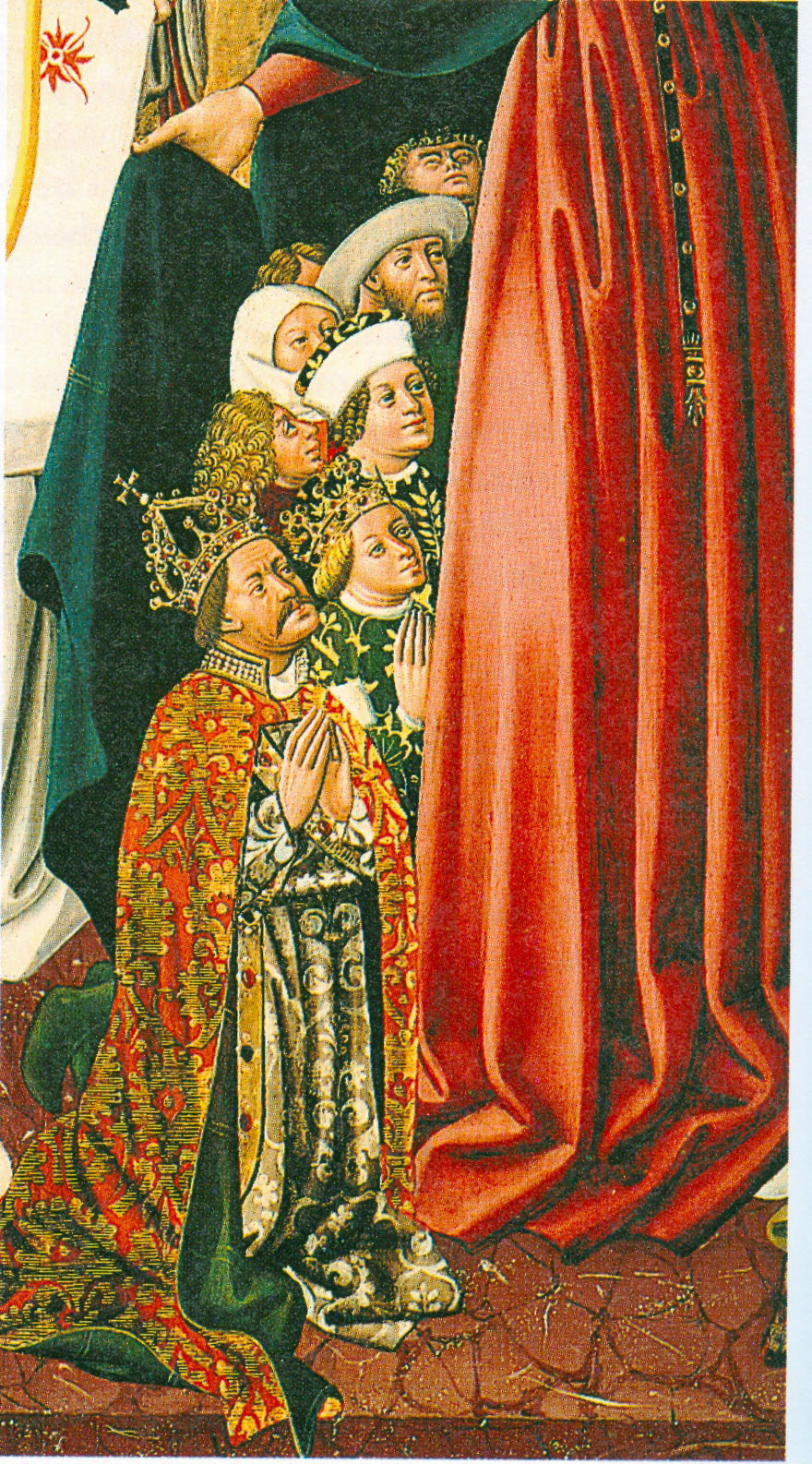
Albrecht II. Habsburský s manželkou Alžbětou Lucemburskou na obraze v Klosterneuburgu

### Původ
Alžběta se narodila v roce 1409 jako první dítě Zikmunda a Barbory a tehdy nikdo nemohl tušit, že bude i dítětem jediným. Byla dědičkou českého a uherského trůnu, na nichž se její otec ocitl jako poslední z rodu Lucemburků. Mezi její předky vzdáleně patřili i český král Přemysl Otakar I. a jeho druhá manželka Konstancie Uherská, vnučka uherského krále Bély III. Příliš společného s původní uherskou královskou dynastií Arpádovců už neměla, jejich krev už v této době byla ovšem velmi řídká – ostatní potomci Arpádovců už jim byli zrovna tak vzdálení. Co se týče českých předků, jejím dědem byl Karel IV., syn poslední Přemyslovny Elišky. Její babičkou byla poloviční Piastovna (po matce) Alžběta Pomořanská, tudíž Zikmundova dcera měla jisté nároky i na polský trůn.

### Manželství
Roku 1411 byla Alžběta zasnoubena Albrechtu Habsburskému, byly jí tehdy dva roky a Albrechtovi šestnáct. Roku 1422 ve svých 13 letech se za něj ve Vídni vdala. Jelikož byla jediným dítětem Zikmunda Lucemburského, stala se spolu s manželem jeho jedinou dědičkou. Zikmund viděl v Albrechtovi svého syna a nástupce, oficiálně ho prohlásil za svého nástupce už v roce 1423 a odevzdal mu správu Moravy. Albrecht byl až do Zikmundovy smrti v roce 1437 jeho významným spojencem. Od roku 1437 až do své smrti v roce 1439 se jako Albrecht II. Habsburský postupně stal králem uherským, římským a českým. V roce 1438 byl v lednu korunován králem uherským, v březnu králem římským a v červnu králem českým.
Boj o trůny a udržení mohutného trojstátí stály Albrechta mnoho sil, ale velkou oporou mu byla jeho žena Alžběta. Byla to po své matce velmi rázná, tvrdohlavá a schopná žena. Albrecht jí dost podléhal a měl k ní respekt. Výrazně se to projevilo na jeho kralování v Uhrách, kde uznávanou panovnicí byla Alžběta. Albrecht byl pro Maďary cizinec, který na rozdíl od své manželky ani neuměl maďarsky.
Boj o českou korunu byl také plný intrik a konfliktů. Za Albrechtem stála katolická šlechta a proti němu šlechta uznávající husitské tradice. Navíc se o dědictví po Zikmundovi ucházela jeho žena Barbora Cellská, nechtěla je přenechat své dceři Alžbětě. Barbora však tento boj prohrála a odešla do ústraní do svého věnného města Mělník. Matka s dcerou spolu však přestaly komunikovat.

### Potomci
Během patnácti let manželství porodila Alžběta tři děti. Dcery Anna a Alžběta se dožily dospělosti. Syn Jiří zemřel krátce po narození v roce 1435. Posledním čtvrtým potomkem byl syn Ladislav zvaný Pohrobek, který se narodil až koncem února 1440, tedy po smrti svého otce. Alžběta doufala, že se jí narodí mužský potomek a byla přesvědčená, že vládnout bude sama jako regentka.

### Úmrtí manžela
V roce 1439 se Albrecht vydal do Uher, odkud chtěl velet výpravě proti Turkům. Během tažení však onemocněl úplavicí, na kterou na konci října 1439 skonal ve vojenském táboře nedaleko Komárna. Bylo mu čtyřicet dva let. Po zbytek svého života se královna-vdova Alžběta snažila udržet dědické nároky svého syna Ladislava Pohrobka. V boji o uherský trůn jí pomáhal vynikající český vojevůdce Jan Jiskra z Brandýsa. I když byl v roce 1440 Ladislav korunován uherskou svatoštěpánskou korunou, většina šlechty ho nepřijala. Zvolen byl polský král Vladislav III. Varnenčik.
V roce 1441 se Alžběta vrátila do Čech, aby usilovala o dědická práva svého syna na český trůn. Na její stranu se postavila vlivná skupina umírněné utrakvistické šlechty vedená Hynkem Ptáčkem z Pirkštejna. Také Jiří z Poděbrad jí pomáhal v prosazení jejích nároků. V té době se usmířila se svojí matkou Barborou, která jí pak pomáhala v boji o český trůn pro svého vnuka.

### Úmrtí Alžběty
Alžběta Lucemburská zemřela v roce 1442 v uherském Győru, zřejmě přirozenou smrtí. Některé prameny uvádějí, že byla otrávena. Jejímu synovi Ladislavu Pohrobkovi nebyly ani tři roky, nejstarší dceři Anně deset let. Poručníkem malého chlapce se stal z její vůle římský král Fridrich III. Štýrský, neboť Alžběta doufala, že se mu z jeho pozice podaří pro jejího syna získat dědičné trůny. Matka Barbora přežila svou dceru Alžbětu téměř o deset let. Stáhla se však do ústraní svého věnného města Mělníka a již nikdy nespatřila svého vnuka Ladislava Pohrobka.

## Osudy dětí Alžběty

### Syn Ladislav Pohrobek
Ladislav Pohrobek (1440–1457) se nakonec v roce 1444, po smrti Varnenčika, stal uherským králem. Správcem království po dobu Ladislavovy nezletilosti se stal sedmihradský vojvoda János Hunyadi. Na Moravě byl přijat v srpnu 1453 k nelibosti českých stavů. V Čechách byla situace složitější, neboť zemi spravovaly zemské sněmy. Českým králem byl Ladislav uznán až v listopadu 1453. Správcovskou funkci vykonával Jiří z Poděbrad. Roku 1457 přijel Ladislav do Čech, aby se ujal vlády a seznámil se s českou společností. V Praze se též měla uskutečnit jeho svatba s francouzskou princeznou Magdalenou, dcerou krále Karla VII. Během příprav na svatbu však sedmnáctiletý král náhle onemocněl a po třech dnech zemřel. Vzhledem k tomu, že se dosud těšil plnému zdraví, vzniklo mnoho dohadů o příčině jeho smrti. Teprve v roce 1985 dospěl antropolog Emanuel Vlček po vyšetření králových kosterních pozůstatků k názoru, že Ladislav trpěl vzácnou formou leukémie.

### Dcery Anna a Alžběta
Dcera Anna (1432–1462) se vdala za Viléma Saského. Druhá dcera Alžběta (1436–1505) se provdala za Kazimíra IV. Jagellonského a stala se polskou královnou a litevskou velkokněžnou. Alžběta je nazývána matkou králů – čtyři z jejich synů se stali králi a její dcery byly svými manželskými svazky spojeny s většinou tehdy panujících evropských dynastií. Alžběta byla matkou i pozdějšího českého krále Vladislava Jagellonského, který tak měl dynastické spojení nejen s Jagellonci, ale i Lucemburky a Habsburky.

## Potomci
- Anna (12. dubna 1432 – 14. listopadu 1462)

⚭ 1446 Vilém III. Saský (30. dubna 1425 – 17. září 1482), saský vévoda, durynský lankrabě, míšeňský markrabě
- Jiří (1435)
- Alžběta (1436 – 30. srpna 1505)

⚭ 1454 Kazimír IV. Jagellonský (30. listopadu 1427 – 7. června 1492), velkokníže litevský, král polský
- Ladislav Pohrobek (22. února 1440 – 23. listopadu 1457), český a uherský král